# Bergsgården
Bergsgården ist ein Ort (småort) in der schwedischen Gemeinde Falun in der Provinz Dalarnas län.
Bergsgården liegt etwa acht Kilometer nordwestlich von Falun am Riksväg 69 zwischen den Seen Grycken und Varpan. Der Ort besitzt einen Haltepunkt an der Bahnstrecke Orsa–Falun, diese wird allerdings im Personenverkehr nicht mehr bedient.

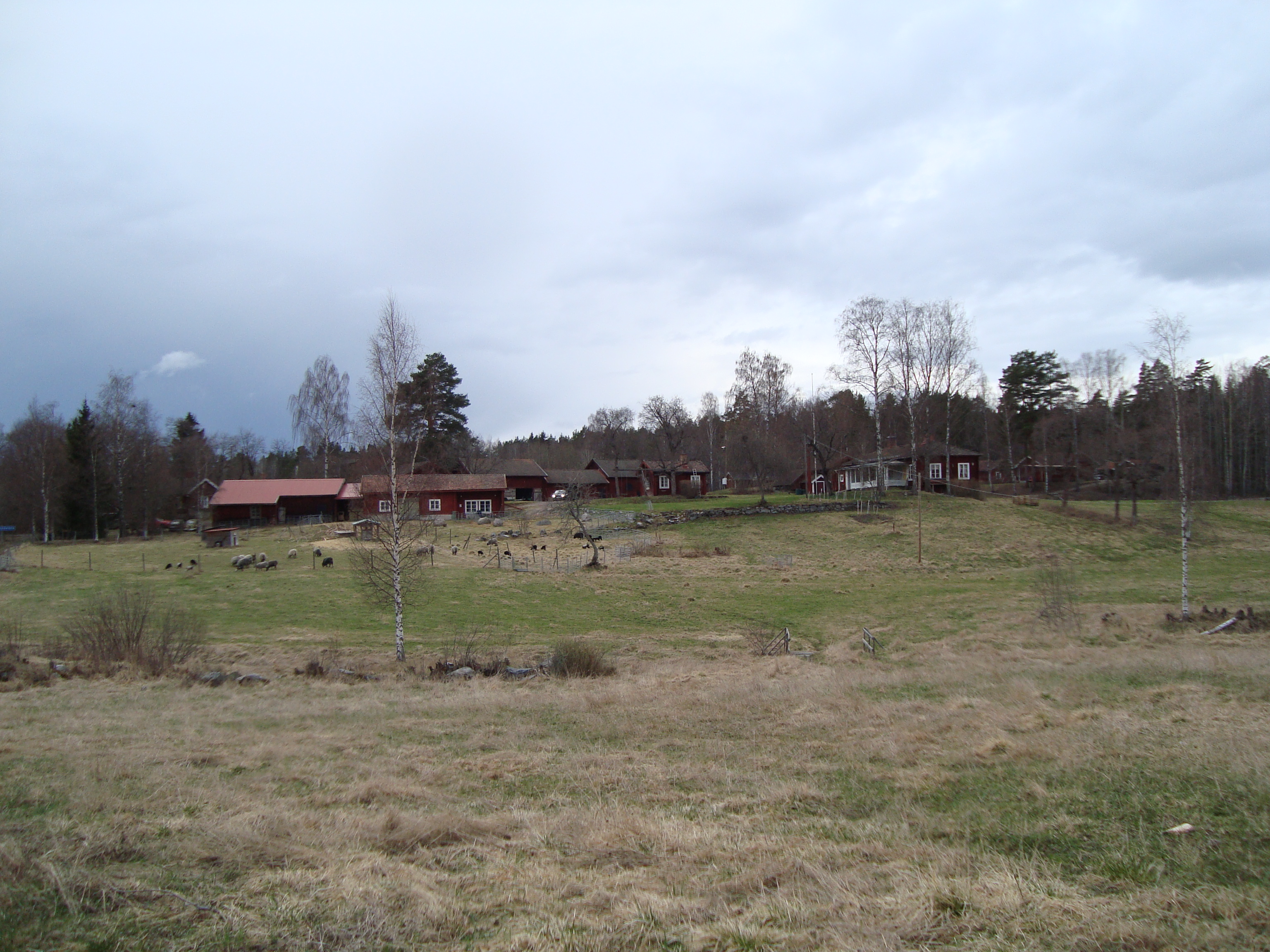
Bergsgården
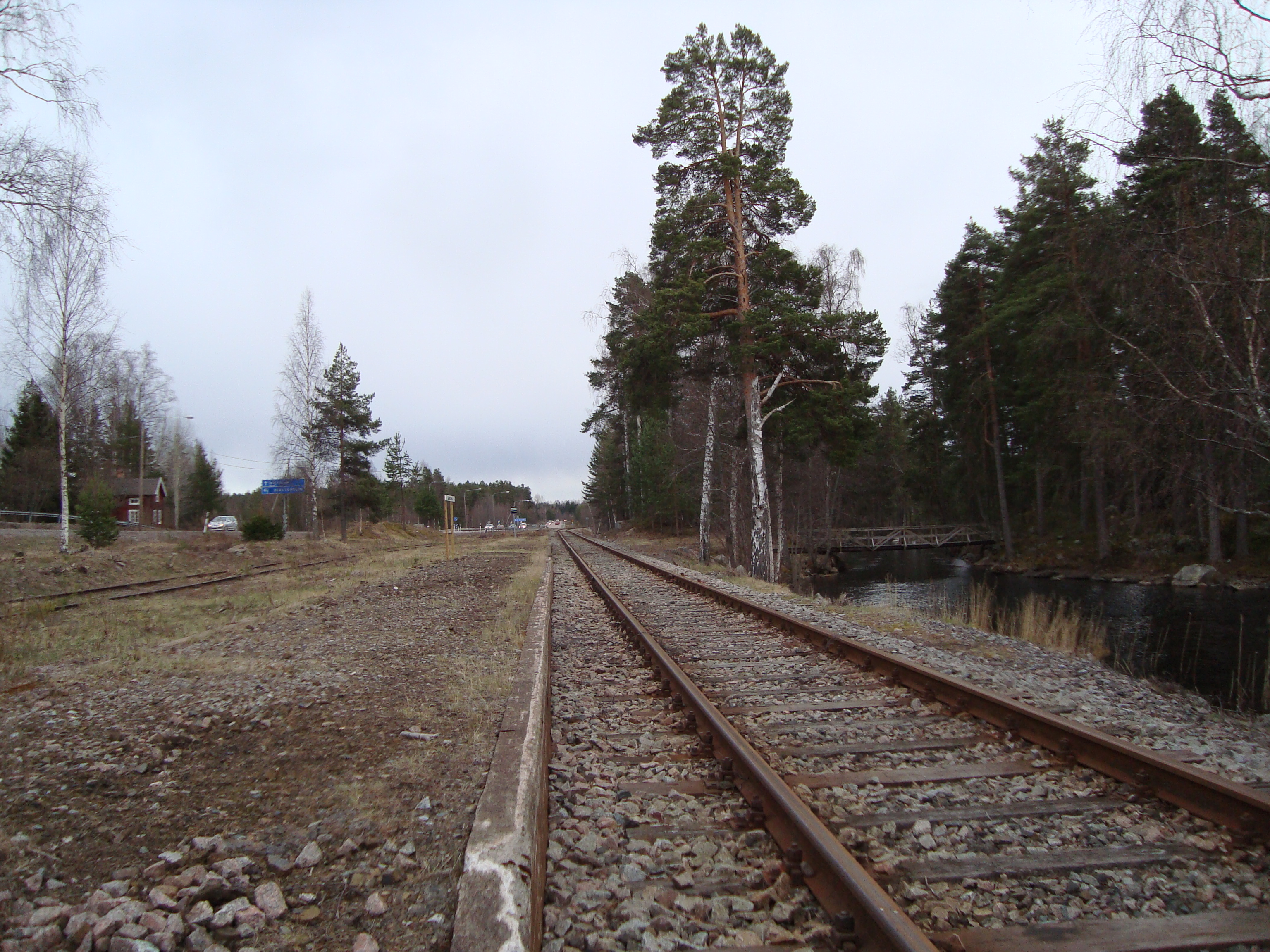
Bahnhof
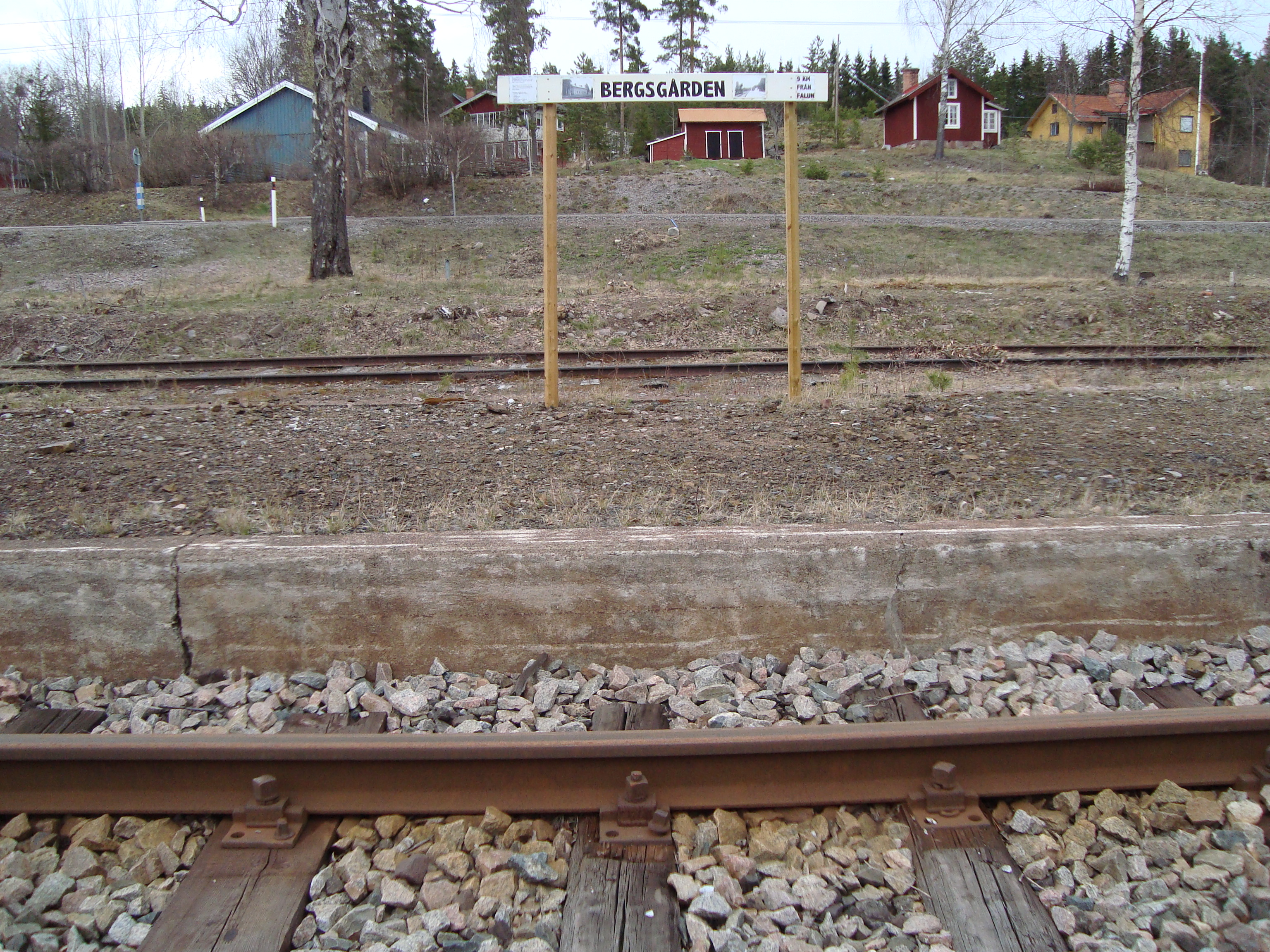
Stationsschild